# Departamento de Gualeguay
Departamento de Gualeguay är en kommun i Argentina.   Den ligger i provinsen Entre Ríos, i den centrala delen av landet, 210 km nordväst om huvudstaden Buenos Aires.
Trakten runt Departamento de Gualeguay består i huvudsak av gräsmarker. Runt Departamento de Gualeguay är det mycket glesbefolkat, med 7 invånare per kvadratkilometer.